# Міленко Микола Каленикович

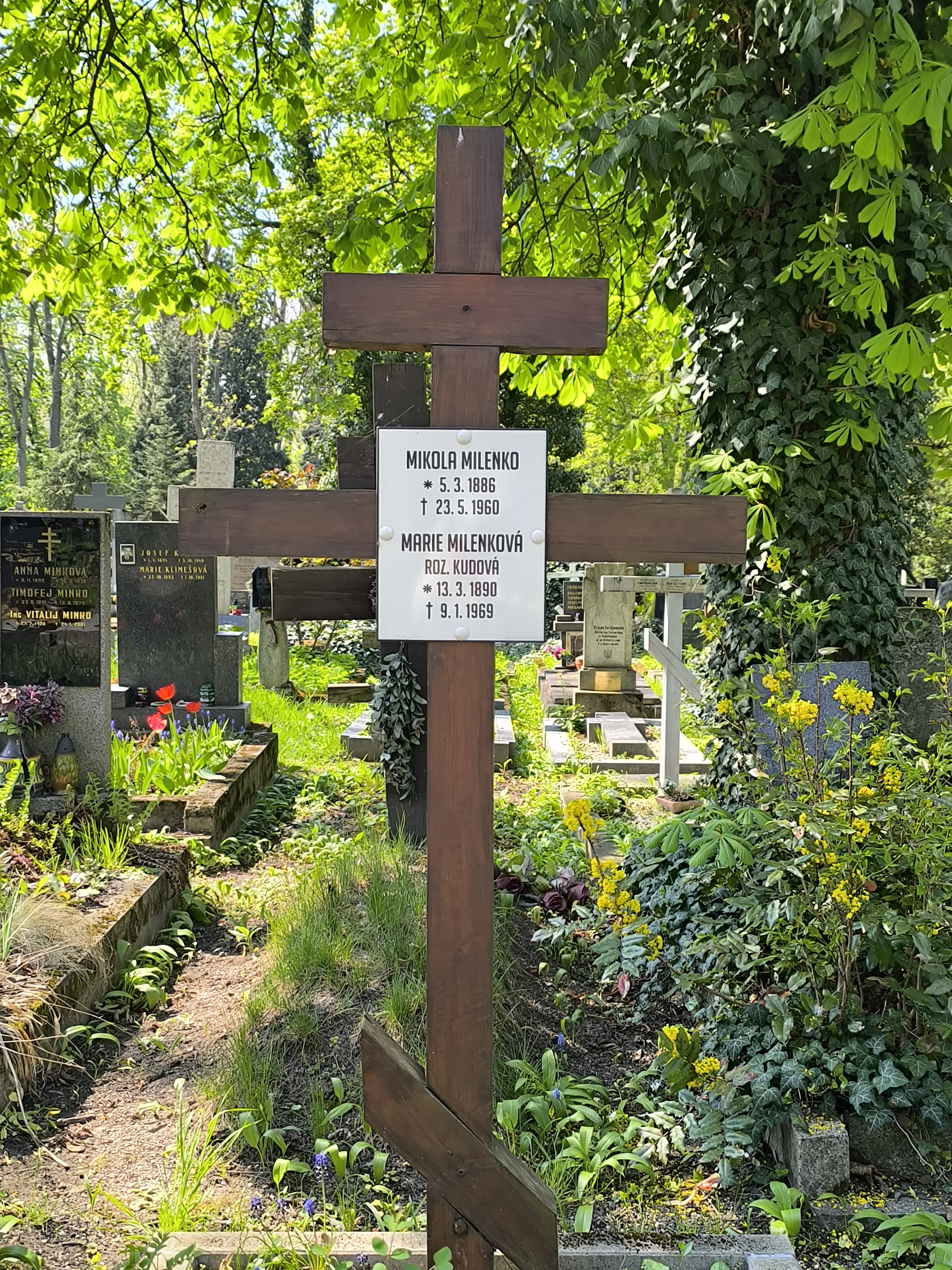
могила Мико́ли Міле́нкa в Празі, православний цвинтар Ольшани

Мико́ла Кале́никович Міле́нко (нар. 1886 — † 1960, Прага) — український актор, режисер, театральний діяч. Працював помічником режисера в театрах, очолюваних Миколою Садовським, в Руському театрі «Просвіти» в Ужгороді. Працював режисером в еміграції (Прага).

## Життєпис
Виступав на сцені Театру Миколи Садовського. Добре співав і чудово грав на гітарі..
Був також незмінним помічником режисера у Миколи Садовського, одним з найвідданіших його співробітників.
1919 року, переїхавши з Миколою Садовським до Кам'янця-Подільського, працював у Державному театрі УНР.
У квітні 1920 року, залишивши Кам'янець-Подільський разом з групою артистів на чолі з Садовським переїздить до Станіславова. Виступали там у квітні і травні, а у червні перебрались до Тернополя, згодом до Тарнова і Львова..
У липні 1921 разом з Миколою Садовським переїздить до Ужгорода, де створюється новий театр (Руський театр).. З 1922 — помічник режисера цього театру.
1923 року разом з Миколою Садовським покинув Ужгород, відбувши до міста Подєбради неподалік від Праги.
В еміграції у Празі працював режисером.
Пішов з життя 1960 року. Похований на Ольшанському цвинтарі (місце захоронення — 2гор-18-445) неподалік від могили М. Вікула, О. Олеся та А. Чернявського.

## Ролі
- Свистунов («Ревізор» М. Гоголя, 1916)
- епізод з художнім виконанням пісні «Ой у полі вітер віє» в дуеті з Г. Мариничем, диригент О. Кошиць («На перші гулі» С. Васильченка, 1912)